# Squadra iraniana di Coppa Davis
La squadra iraniana di Coppa Davis rappresenta l'Iran nella Coppa Davis, ed è posta sotto l'egida della Federazione tennistica iraniana.
La squadra debuttò nella competizione nel 1962, e non ha mai fatto parte del Gruppo Mondiale. Nell'edizione del 2010 ha raggiunto la promozione al Gruppo II della zona Asia/Oceania.

## Organico 2011
Aggiornato al match contro l'Indonesia del 4-6 marzo 2011.
- Anoosha Shahgholi (ATP #1049)
- Mohsen Hossein Zade (ATP #1399)
- Omid Souri (ATP #1654)
- Shahin Khaledan (ATP #1685)